# Côn trùng có ích

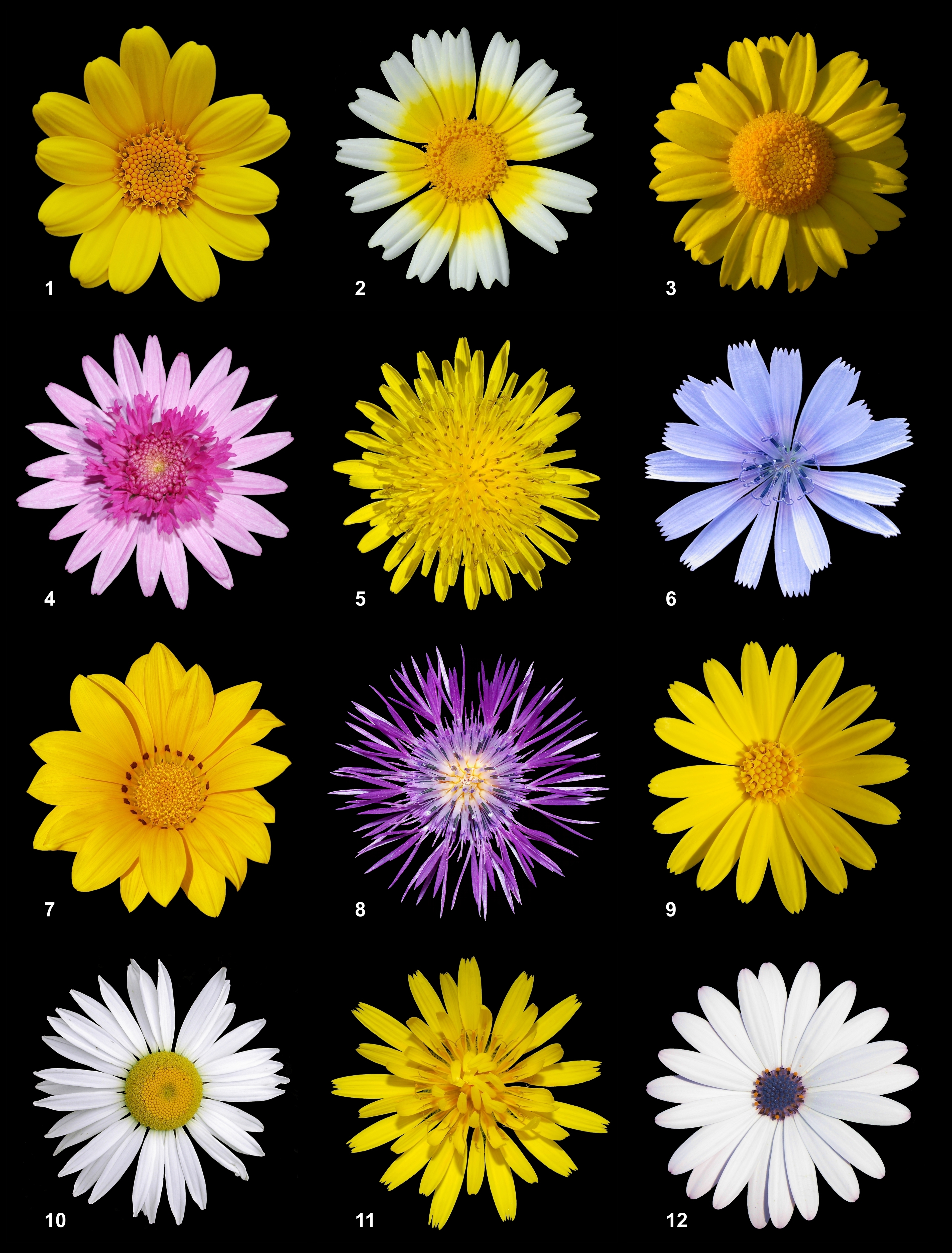
Nhiều loài thực vật trong họ Asteraceae thu hút côn trùng có ích.

Côn trùng có ích (đôi khi được gọi là bọ có lợi) là bất kỳ loài côn trùng nào thực hiện các hoạt động có giá trị như thụ phấn và kiểm soát dịch hại. Khái niệm lợi ích là chủ quan và chỉ phát sinh dưới kết quả mong muốn từ quan điểm của con người. Trong nông nghiệp và canh tác, với mục tiêu là trồng các loại cây trồng được lựa chọn, côn trùng cản trở quá trình sản xuất được phân loại là sâu bệnh, trong khi côn trùng hỗ trợ sản xuất được coi là có ích. Trong trồng trọt và làm vườn; kiểm soát dịch hại, tích hợp môi trường sống và thẩm mỹ 'sức sống tự nhiên' là kết quả mong muốn với các loài côn trùng có ích.
Khuyến khích côn trùng có ích, bằng cách cung cấp điều kiện sống phù hợp, là một chiến lược kiểm soát dịch hại, thường được sử dụng trong canh tác hữu cơ, làm vườn hữu cơ hoặc quản lý dịch hại tổng hợp. Các công ty chuyên kiểm soát dịch hại sinh học bán nhiều loại côn trùng có ích, đặc biệt là sử dụng trong các khu vực kín, như nhà kính.

## Các loại

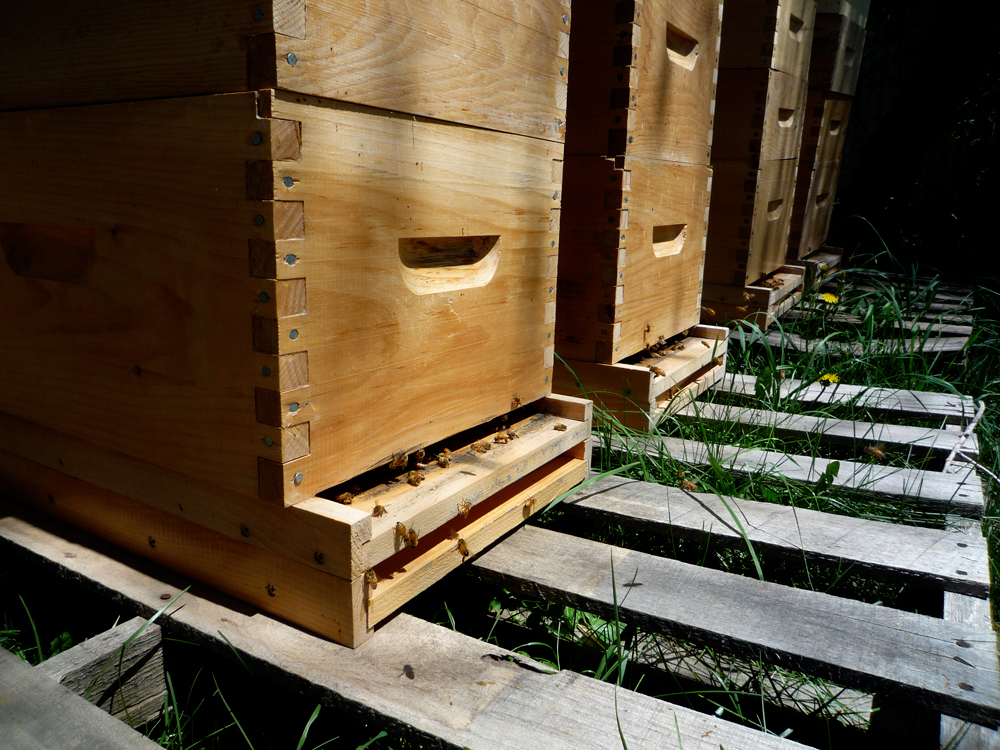
Hộp ong tại một trang trại hữu cơ

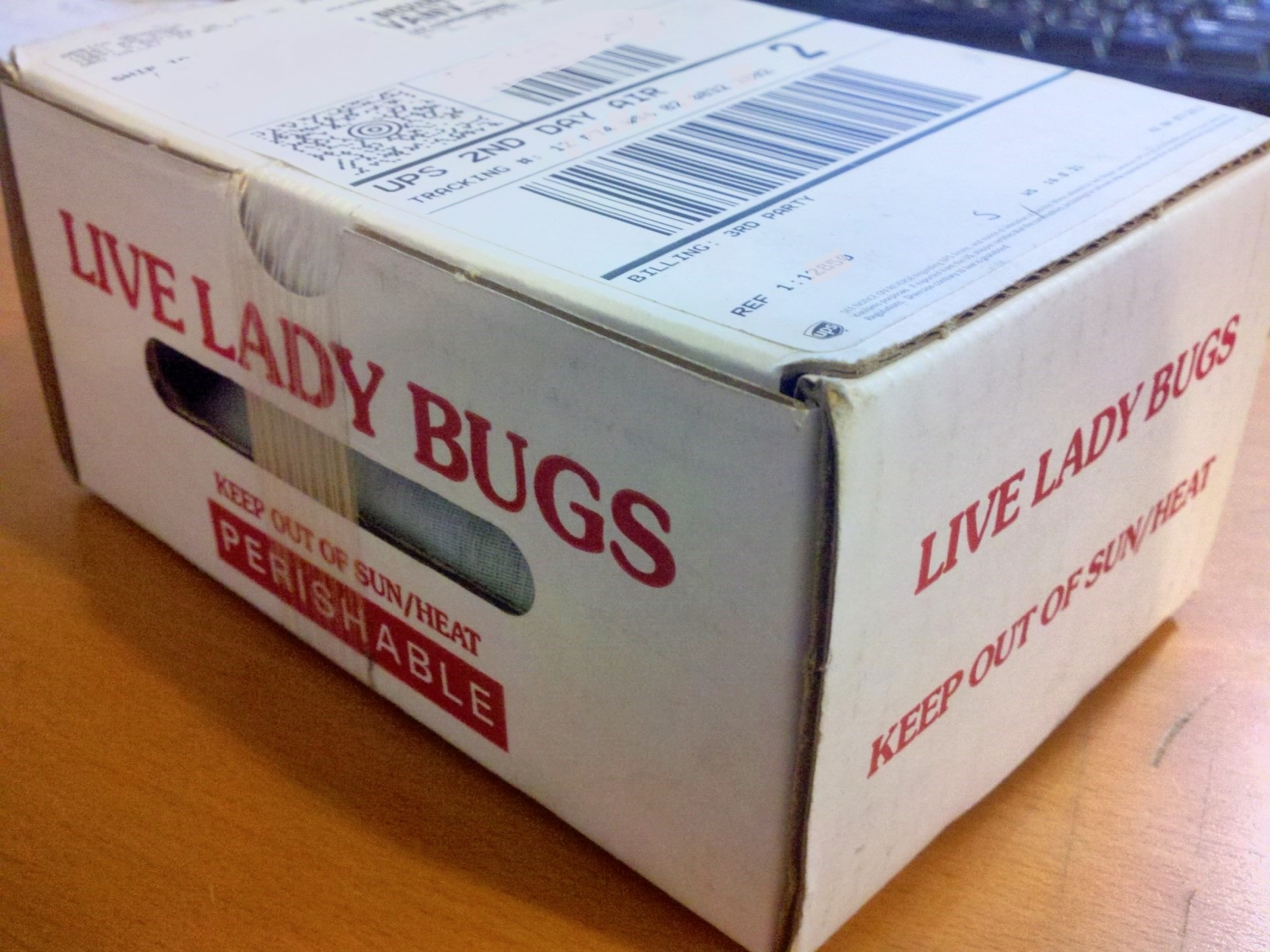
Bọ rùa là một loài côn trùng có ích thường được bán để kiểm soát sinh học đối với rệp.

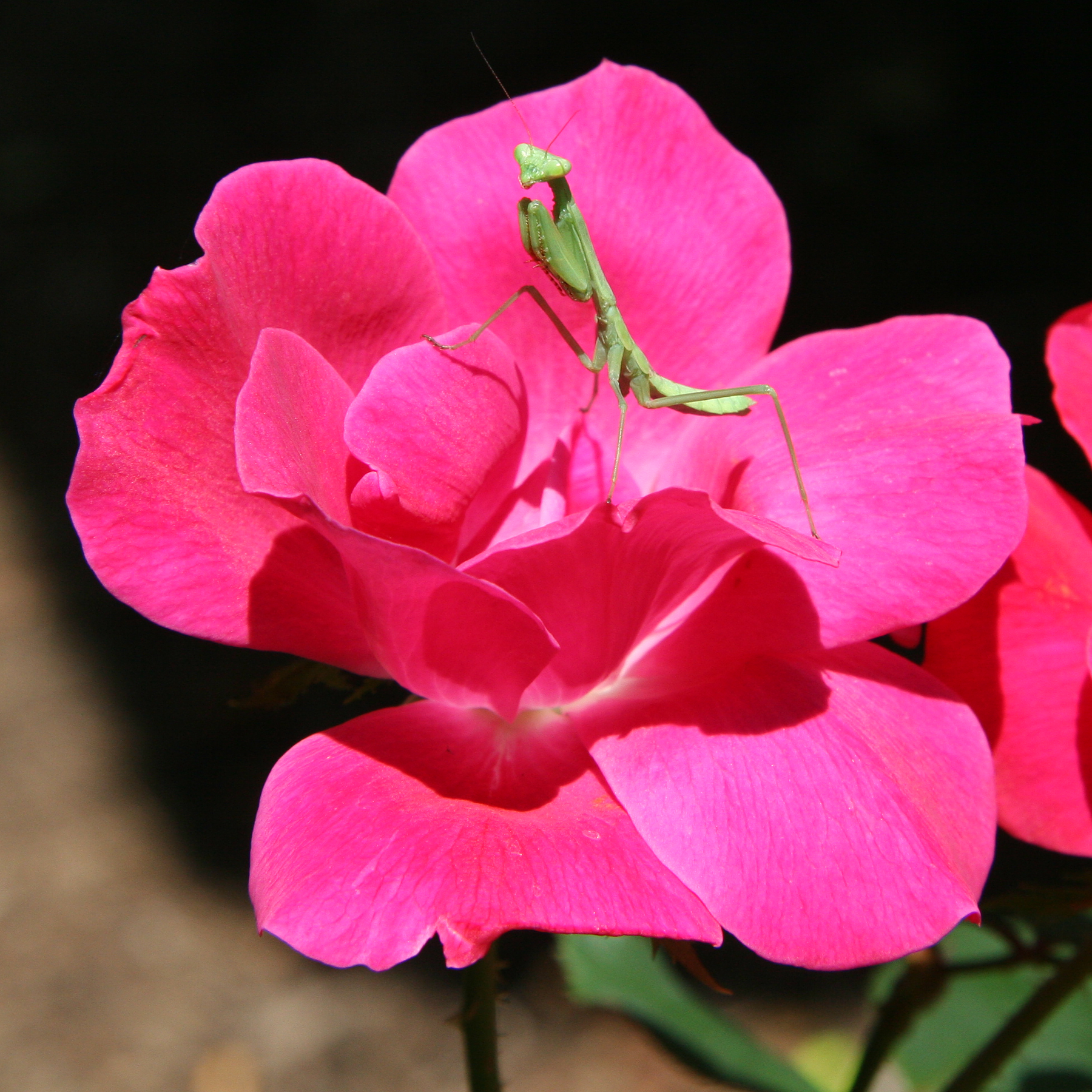
Một con bọ ngựa châu Âu săn lùng con mồi trên một bụi hoa hồng.

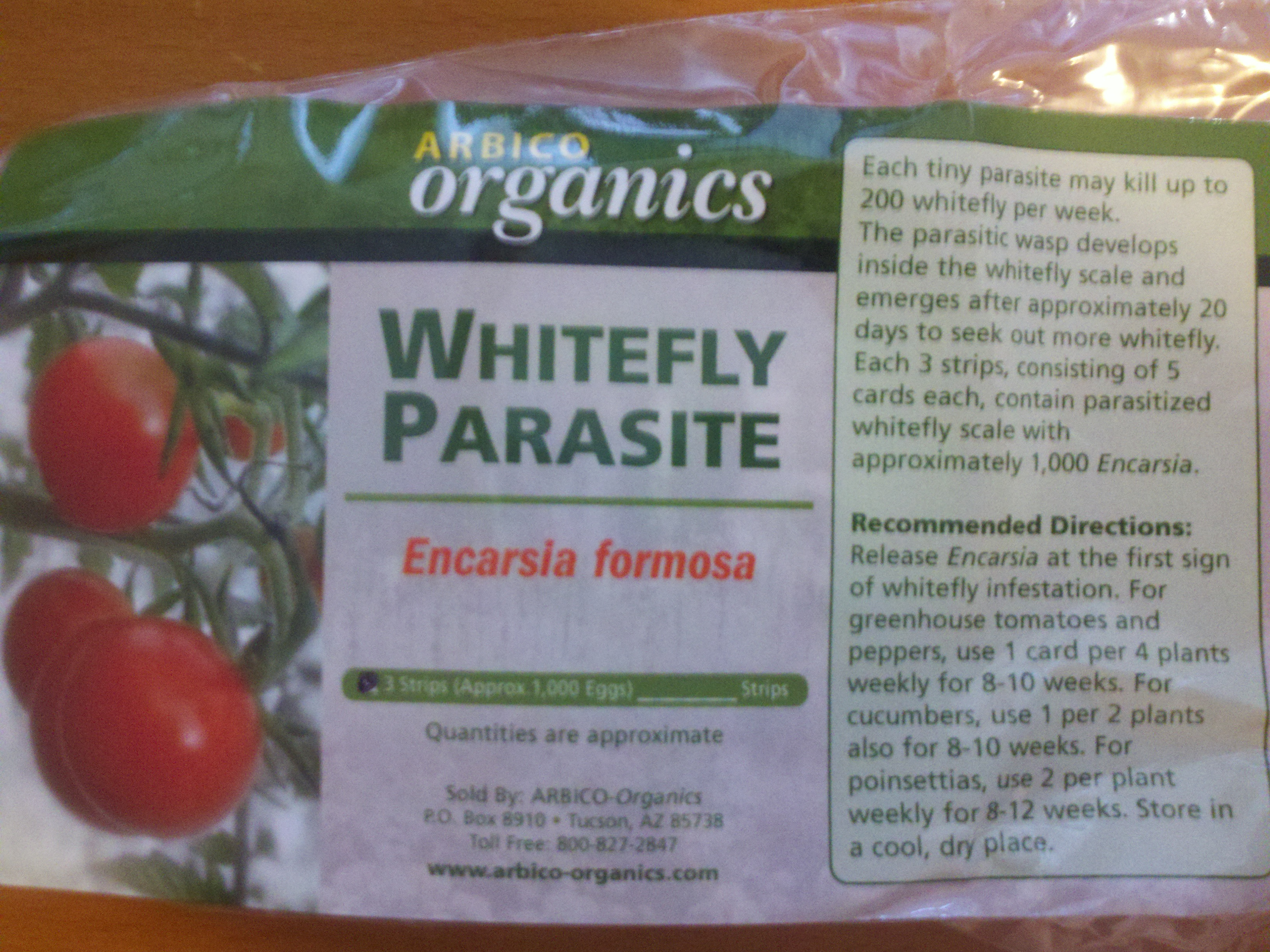
Encarsia formosa, một loại ong bắp cày nội tiết, là một trong những tác nhân kiểm soát sinh học đầu tiên được phát triển.

Một số loài ong có ích trong việc thụ phấn, mặc dù nhìn chung chỉ hiệu quả trong việc thụ phấn cho cây từ cùng một khu vực có nguồn gốc, tạo điều kiện cho việc nhân giống và sản xuất quả cho nhiều cây. Ngoài ra, một số loài ong là động vật ăn thịt hoặc ký sinh, tiêu diệt côn trùng gây hại. Nhóm này không chỉ bao gồm ong mật, mà còn nhiều loại khác hiệu quả hơn trong việc thụ phấn. Ong có thể bị thu hút bởi nhiều loại cây đồng hành, đặc biệt là sáp ong và cây xô thơm dứa cho ong mật, hay họ Hoa tán như ren và rau mùi tây và cà rốt dại, cho những con ong săn mồi.
Bọ rùa thường được coi là có lợi vì chúng ăn một lượng lớn rệp, ve và các loài động vật chân đốt khác tàn phá các loại thực vật khác nhau.
Các côn trùng khác thường được xác định là có lợi bao gồm:
- Thiêu thân
- Bọ Damsel
- Earwig
- Sơn mài xanh
- Ichneumon ong
- Bọ rùa
- Bọ ăn sâu ăn bột
- Bọ Minute pirate
- Bọ lính
- Ruồi gia ong
- Ruồi giấm
- Ong Trichogramma

## Cây hấp dẫn
Thực vật trong họ Hoa tán và Hoa cúc thường là những người bạn đồng hành có giá trị. Dưới đây là những cây khác thu hút côn trùng có lợi: 
- Alfalfa
- Alyssum
- Borage
- Calendula
- Cilantro
- Cosmos
- Dandelion
- Dill
- Echinacea
- Fennel
- Hyssop
- Lupinus
- Marigold
- Milkweed
- Nasturtium
- Parsley
- Phacelia
- carotaQueen Anne's lace
- Rose
- Rudbeckia
- Sunflower
- Wildflowers
- Yarrow
- Zinnia